# Pierpont Edwards

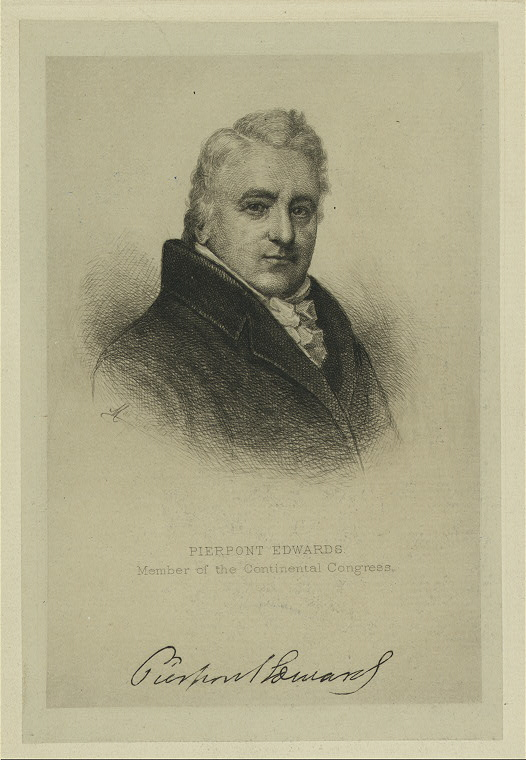
Pierpont Edwards

Pierpont Edwards (* 8. April 1750 in Northampton, Massachusetts Bay Colony; † 5. April 1826 in Bridgeport, Connecticut) war ein US-amerikanischer Jurist und Politiker. Im Jahr 1788 war er Delegierter für Connecticut im Kontinentalkongress.

## Werdegang
Im Jahr 1768 absolvierte Pierpont Edwards das Princeton College. Nach einem anschließenden Jurastudium und seiner 1771 erfolgten Zulassung als Rechtsanwalt begann er in New Haven in diesem Beruf zu arbeiten. In den 1770er Jahren schloss er sich der Revolutionsbewegung an. Während des Unabhängigkeitskrieges diente er in der Kontinentalarmee. Zwischen 1777 und 1790 saß er mehrfach als Abgeordneter im Repräsentantenhaus von Connecticut, dessen Präsident er zwischenzeitlich war. Zudem vertrat er 1788 Connecticut im Kontinentalkongress. Im selben Jahr gehörte er der Versammlung an, die die Verfassung der Vereinigten Staaten für Connecticut ratifizierte. Außerdem fungierte er im Jahr 1789 als erster Bundesstaatsanwalt für den Distrikt von Connecticut. Von 1806 bis zu seinem Tod war Edwards Nachfolger von Richard Law als Richter am Bundesbezirksgericht für Connecticut. Er starb am 5. April 1826. Sein Nachfolger als Bundesrichter wurde William Bristol.
Edwards’ Sohn Henry (1779–1847) wurde später Gouverneur von Connecticut und Kongressabgeordneter. Sein anderer Sohn John Stark Edwards (1777–1813) war ein bekannter Anwalt, der 1812 für Ohio in den Kongress gewählt wurde, aber noch vor Beginn seiner Amtszeit verstarb und daher das Mandat nicht antreten konnte. Außerdem war Pierpont Edwards ein Onkel von Aaron Burr, Theodore Dwight und Timothy Dwight IV. Aaron Burr war Vizepräsident der Vereinigten Staaten, Theodore Dwight Kongressabgeordneter und Timothy Dwight war unter anderem Präsident des Yale College.